# Bertrand Teyou
 (janvier 2022).
Si vous disposez d'ouvrages ou d'articles de référence ou si vous connaissez des sites web de qualité traitant du thème abordé ici, merci de compléter l'article en donnant les références utiles à sa vérifiabilité et en les liant à la section « Notes et références ».
Bertrand Teyou (Zéphirin Bertrand Teyou) né le 17 mars 1969 à Douala au Cameroun et mort le 22 janvier 2020 dans la même ville, est un écrivain camerounais pour les droits de l'homme et le développement économique et social.

## Biographie
En 2010, il publie au Cameroun un ouvrage pamphletaire virulent « La Belle de la république bananière : Chantal Biya, de la rue au palais », pour critiquer les fastes de la vie du couple présidentiel camerounais Paul Biya et son épouse Chantal Biya, première dame du Cameroun, ainsi que la pauvreté et la politique de république bananière du pays...
Arrêté le 3 novembre 2010 à Douala, au cours d'une séance de dédicaces dans son hôtel, il est condamné par la Haute Cour (tribunal de première instance) de Douala à deux millions de franc CFA d'amende (environ 3 000 euros), pour outrage à personnalité, insulte à caractère et organisation d'une manifestation illégale... Son domicile et ses publications sont détruits, et des proches tués. Ne pouvant pas payer, il est condamné à deux ans de détention à la prison centrale de New Bell de Douala.
Défendu en tant que prisonnier d'opinion par diverses associations mondiales, dont Amnesty International, PEN club, la chaire de littérature africaine de l'Université de Bayreuth en Allemagne..., il est libéré 6 mois plus tard, le 29 avril 2011, après grève de la faim et paiement de son amende par ses partisans.
Exilé / réfugié à Genève en Suisse, il obtient en mai 2013 un titre de séjour en France de 10 ans comme réfugié politique. À la suite de nombreuses menaces sérieuses de représailles pour manque d'aide suffisante pour son combat à l'administration franc-comtoise où il réside, et au gouvernement français, il provoque le 26 juin 2015, un important incendie dévastateur de l’intérieur de l'Hôtel de ville de Besançon (après évacuation préalable des occupants) au centre-ville, à une heure de grande affluence piétonne, par un attentat au cocktail Molotov. Le préjudice est estimé 1,5 million d'euros.
Mis en détention provisoire immédiate, en attente de jugement par le tribunal de grande instance de Besançon, il encourt 10 ans de prison et 150 000 euros d’amende pour ses actes incendiaires destructeurs revendiqués. Extrémiste vis-à-vis de son combat, il menace de récidives graves par « d’autres actes plus retentissants » en cas de sortie, et demande à être jugé par le tribunal pénal international. Le 25 septembre 2015, il est condamné à 5 ans de prison dont 1 an avec sursis.